# Actinia australiensis
Actinia australiensis är en havsanemonart som beskrevs av Oscar Henrik Carlgren 1950. Actinia australiensis ingår i släktet Actinia och familjen Actiniidae. Inga underarter finns listade i Catalogue of Life.